# Progresistas (coalición en Argentina)
Progresistas fue una alianza de centroizquierda argentina formada a comienzos del 2015 para las elecciones presidenciales de ese mismo año, en las que sostuvo la candidatura de Margarita Stolbizer. Está conformada por el Partido Socialista, el Partido Socialista Auténtico, el Movimiento Libres del Sur, el partido Generación para un Encuentro Nacional y el Movimiento Polo Social.

## Historia

### Origen
El frente surge a comienzos del 2015, en un contexto preelectoral, como consecuencia de la decisión de la Convención Nacional de la Unión Cívica Radical en marzo de ese año de abandonar el Frente Amplio UNEN (centroizquierda) para formar parte del frente Cambiemos (centroderecha), sumándose a la Coalición Cívica ARI que también abandonó el FA-UNEN en noviembre de 2014, para luego crear la futura coalición oficialista.
Estas decisiones causaron la disgregación de FA-UNEN y la reorganización de las fuerzas progresistas que habían quedado allí en un nuevo frente detrás de la candidatura de Margarita Stolbizer.
Por los partidos que lo conforman, el frente Progresistas se puede considerar como la continuación del Frente Amplio Progresista que se presentó tras la candidatura de Hermes Binner en las elecciones presidenciales de 2011.

## Partidos integrantes
| Partido | Partido | Partido                      | Líder               | Ideología                                        | Posición        | Representantes (2015-2017) | Representantes (2015-2017) | Representantes (2015-2017) |
| Partido | Partido | Partido                      | Líder               | Ideología                                        | Posición        | Diputados                  | Senadores                  | Gobernadores               |
| ------- | ------- | ---------------------------- | ------------------- | ------------------------------------------------ | --------------- | -------------------------- | -------------------------- | -------------------------- |
|         |         | Partido GEN                  | Margarita Stolbizer | Socialdemocracia Progresismo                     | Centroizquierda | 1/257                      | 1/72                       | 0/24                       |
|         |         | Partido Socialista           | Hermes Binner       | Socialdemocracia Socialismo democrático          | Centroizquierda | 4/257                      | 0/72                       | 1/24                       |
|         |         | Partido Socialista Auténtico | Mario Mazzitelli    | Socialismo democrático Latinoamericanismo        | Izquierda       | 0/257                      | 0/72                       | 0/24                       |
|         |         | Movimiento Libres del Sur    | Humberto Tumini     | Nacionalismo de izquierda Socialismo democrático | Izquierda       | 3/257                      | 0/72                       | 0/24                       |
|         |         |                              |                     |                                                  |                 | 8/257                      | 1/72                       | 1/24                       |

### Elecciones primarias de 2015
El frente se presentó con lista única a las elecciones primarias del 9 de agosto de 2015, quedando en el cuarto lugar con el 3,47% de los votos. 
| Coalición    | Votos   | %               | Fórmula                                     | Votos   | %    | Resultado                                 |
| ------------ | ------- | --------------- | ------------------------------------------- | ------- | ---- | ----------------------------------------- |
| Progresistas | 781.472 | \| \| 3,47 % \| | Margarita Stolbizer - Miguel Ángel Olaviaga | 781.457 | 100% | Habilitados para las elecciones generales |
|              | 3,47 %  |                 |                                             |         |      |                                           |

### Elecciones generales de 2015
En las elecciones generales del 25 de octubre de 2015 el frente recibe una menor cantidad de votos que en las primarias y queda en quinto lugar, siendo superado por el Frente de Izquierda y de los Trabajadores.
| Coalición    | Votos   | %               | Fórmula                                     | Resultados obtenidos |
| ------------ | ------- | --------------- | ------------------------------------------- | --- |
| Progresistas | 632.551 | \| \| 2,51 % \| | Margarita Stolbizer - Miguel Ángel Olaviaga | - Pérdida de dos senadores - Renueva una banca de diputados de las 11 que ponía en juego - No obtiene representantes en el parlasur |
|              | 2,51 %  |                 |                                             | |

## Legisladores

### Diputados Nacionales
| Diputado | Diputado               | Partido                               | Provincia              |
| -------- | ---------------------- | ------------------------------------- | ---------------------- |
|          | Alicia Mabel Ciciliani | Partido Socialista                    | Santa Fe               |
|          | Hermes Binner          | Partido Socialista                    | Santa Fe               |
|          | Lucila Beatriz Dure    | Partido Socialista                    | Formosa                |
|          | Gabriela Troiano       | Partido Socialista                    | Buenos Aires           |
|          | Victoria Donda         | Movimiento Libres del Sur             | Ciudad de Buenos Aires |
|          | Federico Augusto Masso | Movimiento Libres del Sur             | Tucumán                |
|          | Graciela Cousinet      | Movimiento Libres del Sur             | Mendoza                |
|          | Margarita Stolbizer    | Generación para un Encuentro Nacional | Buenos Aires           |

### Senadores Nacionales
| Senador | Senador       | Partido                               | Provincia    |
| ------- | ------------- | ------------------------------------- | ------------ |
|         | Jaime Linares | Generación para un Encuentro Nacional | Buenos Aires |